# Typhlodromus rhenanoides
Typhlodromus rhenanoides är en spindeldjursart som beskrevs av Athias-Henriot 1960. Typhlodromus rhenanoides ingår i släktet Typhlodromus och familjen Phytoseiidae. Inga underarter finns listade i Catalogue of Life.